# Messing
Messing er en legering, der fremkommer ved blanding af metallerne kobber og zink, eventuelt med et mindre indhold af andre metaller. Blandingsforholdet mellem kobber (Cu) og zink (Zn) kan variere, alt efter hvad messingen skal bruges til, da blandingsforholdet og indholdet af andre metaller har betydning for legeringens egenskaber, eksempelvis smeltepunkt, hårdhed og modstandsdygtighed over for kemiske påvirkninger.
I folkemunde har man omtalt messing som fattigmandsguld.
- Almindelig gul messing: 62 % Cu, 38 % Zn. Smeltepunkt cirka 900 °C.
- Rød messing: 90 % Cu, 10 % Zn. Smeltepunkt 996 °C.

Messing kan ikke hærdes.
Messing har en en oligodynamiske effekt, det vil sige det dræber vira og bakterier.
Messingsuppe er slang for musik med messinginstrumenter – saxofoner, trompeter, trækbasuner og tubaer. Saxofoner er af messing, men tilhører af blæsetekniske årsager instrumentgruppen træblæsere.